# Jean-Claude Vignoli
Jean-Claude Vignoli es activista, periodista y escritor nacido en Ginebra, Suiza, y tiene una maestría en relaciones internacionales del Graduate Institute of International and Development Studies . Es cofundador de UPR Info, una Organizaciõn no gubernamental (ONG) de derechos humanos con sede en Ginebra, la primera ONG  que trabaja en el proceso del Examen Periódico Universal (EPU) del Consejo de Derechos Humanos de las Naciones Unidas. Su primer libro se llama "Pour une poignée d'ivoire" y narra su experiencia como cazador de traficantes de animales en Costa de Marfil.

## Activista de derechos humanos
Ha sido conferencista y capacitador internacional sobre el EPU, enseñando el mecanismo del Consejo de Derechos Humanos a diversos actores, como académicos en Venecia, gobiernos y ONG en Armenia, defensores de derechos humanos en Togo, Ginebra, Niger y Malawi. Es autor de varios estudios que evalúan el éxito del mecanismo UPR, que son raros, como se señala regularmente : “ El trabajo empírico que evalúa la medida en que se implementan las recomendaciones del EPU es escaso. La mayoría de los análisis existentes han sido realizados por la organización no gubernamental UPR Info [. . . ] ».
Desarrolló una metodología para evaluar miles de recomendaciones del EPU consultando a decenas de miles de actores sobre el terreno. Es autor, coautor y publicado de tres estudios En camino a la implementación,“Beyond Promises: the impact of the UPR on the ground" y "The butterfly effect: spreading good practices of UPR implementation", por un total de 12.000 recomendaciones EPU.
Es experto en el Examen Periódico Universal y ha sido entrevistado varias veces sobre este tema.

## Periodista
Es periodista y escribe para periódicos suizos como Le Courrier, Le Temps,Écho magazine y Heidi.news. Habitualmente vive con pueblos indígenas e informa sobre sus reflexiones.

## Escritor
También es escritor y publicó en 2023 Pour une poignée d'ivoire (por un puño de marfil), un libro sobre su trabajo cazando traficantes de animales en África.

## Activista por los derechos de los animales
Fue responsable dentro de la Red EAGLE de infiltrar y encarcelar a traficantes de especies animales. Fue el representante nacional de la red en Togo.

## Diverso
Fue miembro del comité del Partido Verde en Ginebra de 2011 a 2012.[cita requerida]
Es el iniciador de la iniciativa We Pay Our Interns, la primera iniciativa destinada a garantizar la remuneración de los pasantes que trabajan en ONG y organizaciones internacionales en Ginebra.
También cantó en latín para el grupo de música Rorcal en el tema Prelude to Heliogabalus.